# محمية ديب كريك
قيد التطوير
تقع محمية ديب كريك في أركاديا بولاية فلوريدا في مقاطعة ديسوتو بولاية فلوريدا. تعمل مساحة 2000 فدان (8.1 كم 2) كمورد للحفاظ على المياه وتوفر فرصًا لمجموعة من الأنشطة. يقع في 10797 SW Peace River Street في أركاديا بولاية فلوريدا